# Fryderyka Cohensius
Fryderyka Lieberman-Cohensius, z domu Lemberger (ur. 13 czerwca 1914 w Trzebini, zm. 8 grudnia 2016 w Izraelu) – polsko-izraelska działaczka społeczno-kulturalna żydowskiego pochodzenia, związana z Wałbrzychem.

## Życiorys
Urodziła się w Trzebini w rodzinie żydowskiej. Przed wybuchem II wojny światowej ukończyła studia germanistyczne na Uniwersytecie Jagiellońskim. Podczas wojny była m.in. więźniem obozu Groß-Rosen, stając się ofiarą zbrodniczych eksperymentów medycznych. 9 maja 1945 przybyła do Wałbrzycha. Od 16 czerwca 1945 do 31 sierpnia 1947 pracowała jako organizator i Naczelnik Wydziału Oświaty i Kultury w Zarządzie Miejskim Wałbrzycha. Z jej inicjatywy w mieście założono pierwsze polskie szkoły, biblioteki, kina, teatr i gazety. Była także organizatorką imprez kulturalnych; zapraszała do miasta znanych artystów. Posiada znaczne zasługi w zabezpieczaniu dawnych zbiorów muzealnych i w ich udostępnieniu polskiemu społeczeństwu w maju 1947. We wrześniu 1947 zatrudniła się w Wojewódzkim Wydziale Kultury i Sztuki we Wrocławiu.
25 kwietnia 1997 został jej nadany tytuł Honorowego Obywatela Miasta Wałbrzycha.
W późniejszych latach życia mieszkała w Izraelu.